# 와이프로그
와이프로그(영어: yfrog)는 이미지쉐크가 운영하는 사진 및 동영상 호스팅 서비스로, 트위터에서 이들을 공유할 수 있게 해준다.
와이프로그는 2009년 서비스를 시작하였으며, 와이프로그란 이름은 이미지쉐크의 로고인 ‘노란 개구리’(영어: yellow frog)에서 유래하였다. 와이프로그의 로고도 원래 노란 개구리였으나, 2011년 5월 서로 다른 색깔의 여섯개 말풍선 형태로 변경되었다.

## 같이 보기
- 플리커
- 포토버킷